# Joseph Vandevelde
Joseph Vandevelde (Moeskroen, 18 maart 1880 - 28 oktober 1962) was een Belgisch volksvertegenwoordiger en burgemeester.

## Levensloop
Schrijnwerker van beroep, was hij sinds zijn veertiende lid van de Socialistische Jonge Wacht (1894) en werd hij secretaris van de coöperatie La Fraternelle (1905). Hij werd in 1911 verkozen tot gemeenteraadslid van Moeskroen en werd er burgemeester van 1921 tot 1938 en van 1952 tot 1958.
Hij werd in 1919 verkozen tot socialistisch volksvertegenwoordiger voor het arrondissement Kortrijk en vervulde dit mandaat tot in 1949.
In 1923 werd hij lid van het comité van de arrondissementsfederatie Kortrijk-Moeskroen van de Belgische Werkliedenpartij. Hij werd ook voorzitter van het Gemeentekrediet en beheerder van de mutualistische verzekeraar OMOB.